# Rodolfo Pulgar
Rodolfo Pulgar (Antofagasta, 18 de enero de 1954) es un actor chileno de cine, teatro y televisión.

## Biografía
Cursó la Enseñanza Media en el Colegio Inglés San José de Antofagasta. Estudió arquitectura en la Universidad de Valparaíso y posteriormente diseño, carrera que terminó pero sin obtener el título. Posteriormente entró a estudiar Teatro a la Escuela de Teatro de la Universidad de Chile, desde donde egresó en 1980.
Estuvo siete años realizando teatro callejero, hasta que en 1987, recibe una invitación de Hector Noguera para formar parte del elenco estable de actores del Teatro UC, en paralelo con su labor en la Universidad de Chile. Además, fue uno de varios actores que formó parte de El Gran Circo Teatro, fundado por Andrés Pérez en 1988, tras el montaje y arrollador éxito que tuvo la obra La Negra Ester. En 1989 se radicó en España,y posteriormente se unió al elenco de La Negra Ester, que fue presentada en gran parte de Europa.
Su llegada a la televisión fue interpretando pequeños roles en producciones como La señora y El milagro de vivir. Luego interpretaría personajes como el "Schwarzenegger" en Jaque Mate (1993) o "Doroteo" en Oro Verde (1997).

## Filmografía

### Teleseries
| Año  | Teleserie             | Personaje                                    | Rol        | Canal       |
| ---- | --------------------- | -------------------------------------------- | ---------- | ----------- |
| 1990 | El milagro de vivir   | Leo                                          |            | TVN         |
| 1992 | Trampas y caretas     | Renzo Santana                                | Secundario | TVN         |
| 1993 | Jaque mate            | Omar Schwarz El Schwarzenegger               | Secundario | TVN         |
| 1997 | Oro verde             | Doroteo "Theo" Painequeo / "El jinete negro" | Secundario | TVN         |
| 1998 | Borrón y cuenta nueva | Franco Peñaloza                              | Antagónico | TVN         |
| 2002 | Purasangre            | César                                        | Secundario | TVN         |
| 2008 | Ana y los 7           | Fermín Montero                               | Secundario | Chilevisión |

#### Otras participaciones
| Año  | Teleserie       | Personaje         | Rol                    | Canal    |
| ---- | --------------- | ----------------- | ---------------------- | -------- |
| 2005 | 17              | Mendigo           | Participación especial | TVN      |
| 2005 | Gatas y tuercas | Juan Pablo Robles | Participación especial | Canal 13 |

### Series y unitarios
| Año       | Serie                           | Personaje                                  | Rol                    | Canal           |
| --------- | ------------------------------- | ------------------------------------------ | ---------------------- | --------------- |
| 1982      | Una familia feliz               | Rodrigo                                    | Secundario             | Canal 13        |
| 1982      | La señora                       | Mozo                                       | Participación especial | Canal 13        |
| 1995      | Soltero a la medida             | Floridor                                   | Secundario             | Canal 13        |
| 1996      | Amor a domicilio, la comedia    |                                            | Invitado               | Canal 13        |
| 1996      | Tuti Cuanti                     | Asaltante                                  | Invitado               | Canal 13        |
| 1997      | La buhardilla                   | Coco                                       | Secundario             | TVN             |
| 2003      | Mea Culpa                       | Tucho Caldera                              | Invitado               | TVN             |
| 2004      | Geografía del deseo             |                                            | Invitado               | TVN             |
| 2005      | El cuento del tío               | Mario                                      | Invitado               | TVN             |
| 2005      | Los simuladores                 | Mario Chávez                               | Invitado               | Canal 13        |
| 2006      | JPT: Justicia para todos        |                                            | Invitado               | TVN             |
| 2006      | Tiempo final                    | Carlos                                     | Invitado               | TVN             |
| 2006      | La vida es una lotería          | Víctor                                     | Invitado               | TVN             |
| 2007-2009 | Héroes                          | José Antonio Rodríguez Aldea / Tío Jacinto | Secundario             | Canal 13        |
| 2008      | Paz                             | Melchor Rivera                             | Secundario             | TVN             |
| 2010      | Volver a mí                     | Sagredo                                    | Secundario             | Canal 13        |
| 2012      | El reemplazante                 | Aníbal Reyes                               | Antagónico             | TVN             |
| 2013      | Prófugos                        | Olave                                      | Secundario             | HBO             |
| 2014      | Sudamerican Rockers             | Director                                   | Secundario             | Chilevisión     |
| 2017      | 12 días que estremecieron Chile | Rodolfo                                    | Secundario             | Chilevisión     |
| 2018      | Casa de Angelis                 | Roberto Gibbs                              | Coprotagónico          | TVN             |
| 2019      | Héroes invisibles               | Tobías Castillo                            | Secundario             | Chilevisión/Yle |
| 2022      | 42 días en la oscuridad         |                                            |                        | Netflix         |

### Cine
| Año  | Película           | Personaje | Rol        | Comentarios             |
| ---- | ------------------ | --------- | ---------- | ----------------------- |
| 2022 | Ardiente paciencia | Cosme     | Secundario | Producción para Netflix |